# Acronicta populi
Acronicta populi là một loài bướm đêm trong họ Noctuidae.